# István Kovács (pugile)
István Kovács (Budapest, 17 agosto 1970) è un ex pugile ungherese. Medaglia d'oro olimpica nella categoria dei pesi piuma. È passato professionista nel 1997. Si è laureato campione dell'Unione Europea EBU nel 2000, e nel 2001 è stato sfidante al titolo mondiale WBO perdendo per KO contro Pablo Chacón. Ha concluso la carriera l'anno successivo con uno score di 22 incontri, di cui 21 vittorie ed una sconfitta.

## Palmarès

### Olimpiadi
- 2 medaglie:
  - 1 oro (Atlanta 1996 nei pesi gallo)
  - 1 bronzo (Barcellona 1992 nei pesi mosca)

### Mondiali dilettanti
- 2 medaglie:
  - 2 ori (Sydney 1991 nei pesi mosca; Budapest 1997 nei pesi piuma)

### Europei dilettanti
- 3 medaglie:
  - 2 ori (Göteborg 1991 nei pesi mosca; Vejle 1996 nei pesi gallo)
  - 1 bronzo (Bursa 1993 nei pesi gallo)